# Painkiller: Battle Out of Hell
Painkiller: Battle Out of Hell (на российских прилавках — «Painkiller: Битва за пределами ада», или «Крещёный кровью: Битва за пределами ада») — первое дополнение к видеоигре «Painkiller: Крещёный кровью», вторая игра из одноимённой серии игр, разработанная польской игровой студией People Can Fly и изданная компанией DreamCatcher Interactive для IBM PC-совместимых компьютеров (под управлением операционных систем семейства Microsoft Windows). Дополнение было выпущено 22 ноября 2004 года в двух вариантах: в виде дополнения, требующего установки первой части игры, и в виде самостоятельной игры, содержащей как первую часть — «Painkiller: Крещёный кровью», так и вторую — «Painkiller: Битва за пределами ада». Официальным локализатором, региональным издателем и распространителем дополнения на территории Российской Федерации и стран СНГ выступила компания «Акелла».
Дополнение содержит 10 новых уровней, 10 новых карт Таро, 2 новых вида оружия, а также несколько новых видов монстров.

## Сюжет игры
Люцифер пал, однако его «правая рука», генерал Аластор, всё ещё жив и жаждет крови. Он берёт на себя командование остатками демонических армий и продолжает дело Люцифера. Придя на поле боя и обнаружив там Дэниела Гарнера, Аластор спускает на него орды демонов, однако в последний момент обессилевшая Ева создаёт портал, который позволяет героям вернуться обратно в Чистилище. Дэниел Гарнер понимает, что не может оставить всё как есть и Аластор продолжит нападение на Чистилище, а значит необходимо вернуться в Ад и убить злодея. Положение осложняется тем, что врата в Ад были уничтожены во время битвы в Монастыре, которого больше нет. Дэниелу предстоит найти новую дорогу в Ад. Ева показывает Гарнеру предположительное начало, где Аластор может начать собирать новый авангард в свою армию — детский приют. Оставив девушку отдыхать, герой собирается уходить, но перед этим Ева предостерегает его, что после смерти Аластора к телу нельзя подпускать никого из его прислужников, пока из тела не уйдёт жизненная энергия, иначе коснувшийся может принять его силу и занять место правителя Ада.
С огромным трудом добравшись до Ада и убив Аластора, Дэниел внезапно встречает там Еву, которая утверждает, что следовала за ним с самого начала и осыпает его комплиментами, отмечая мужество и уверенность. Её слова звучат подозрительно фальшиво; в итоге, сказав, что каждому из них уготован свой путь, Ева касается тела Аластора и обретает силу правительницы Ада. Зловеще преобразившаяся Ева говорит Дэниелу, что он может вернуться к Кэтрин, либо остаться здесь, с ней, и предлагает Гарнеру яблоко — запретный плод. Дэниел не идёт на сделку, обосновывая это тем, что «слишком много воды утекло с тех пор, как она ходила по Саду». Спелый плод в руке Евы покрывается червями и сгнивает; девушка язвительно благодарит Дэниела и уходит, но Гарнер не собирается её отпускать и стреляет из дробовика.

## Рецензии
| Сводный рейтинг       | Сводный рейтинг |
| Агрегатор             | Оценка          |
| --------------------- | --------------- |
| GameRankings          | 76,51 %         |
| Metacritic            | (PC) 75/100     |
| MobyRank              | (PС) 76 %       |
| Иноязычные издания    |                 |
| Издание               | Оценка          |
| Eurogamer             | 5/10            |
| GameSpy               | [ 7 ]           |
| IGN                   | 7,5/10          |
| Русскоязычные издания |                 |
| Издание               | Оценка          |
| Absolute Games        | 80 %            |

Отзывы критиков и игроков были в целом положительные. Хотя Painkiller: Battle Out of Hell оказалась сравнительно небольшим дополнением (10 уровней и 2 новых оружия) и геймплей кардинально не изменился, разработчики качественно подошли к дизайну. Особенно выделялись некоторые локации — приют, парк развлечений, блокадный Ленинград (зачистка улиц города от зомбированных солдат Вермахта и РККА под сталинский гимн СССР). Были отмечены также звуковое оформление и оригинальные модели монстров.